# جوزيف إتش هاربر
جوزيف إتش هاربر (بالإنجليزية: Joseph H. Harper)‏ هو عسكري أمريكي، ولد في 1 مايو 1901، وتوفي في 8 أغسطس 1990.